# Gint banfasae
Espèce
Gint banfasae est une espèce de scorpions de la famille des Buthidae.

## Distribution
Cette espèce est endémique du Somaliland en Somalie. Elle se rencontre vers Shanshade.

## Description
Le mâle holotype mesure 28,58 mm et la femelle paratype 33,10 mm.

## Étymologie
Cette espèce est nommée en l'honneur de Huda Ali Banfas.

## Publication originale
- Kovařík & Lowe, 2019 : « Scorpions of the Horn of Africa (Arachnida, Scorpiones). Part XVIII. Gint banfasae sp. n. from Somaliland (Buthidae). » Euscorpius, no 272, p. 1-14 (texte intégral).